# Eduard Geyer
Eduard Geyer (* 7. října 1944, Bílsko-Bělá) je bývalý východoněmecký fotbalista, obránce. Po skončení aktivní kariéry působil jako trenér, v letech 1989-1990 byl trenérem východoněmecké fotbalové reprezentace.

## Fotbalová kariéra
Začínal v týmu Einheit Dresden. Ve východoněmecké oberlize hrál za Dynamo Drážďany. Nastoupil v 90 ligových utkáních a dal 6 gólů. V letech 1971 a 1973 získal s Dynamem mistrovský titul a v roce 1971 i východoněmecký fotbalový pohár. V Poháru mistrů evropských zemí nastoupil v 6 utkáních a v Poháru UEFA nastoupil ve 12 utkáních.

## Ligová bilance
| Ročník          | Zápasy | Góly | Klub            |
| --------------- | ------ | ---- | --------------- |
| I. liga 1969/70 | 13     | 1    | Dynamo Drážďany |
| I. liga 1970/71 | 13     | 0    | Dynamo Drážďany |
| I. liga 1971/72 | 22     | 2    | Dynamo Drážďany |
| I. liga 1972/73 | 13     | 1    | Dynamo Drážďany |
| I. liga 1973/74 | 16     | 2    | Dynamo Drážďany |
| I. liga 1974/75 | 13     | 0    | Dynamo Drážďany |
| CELKEM I. liga  | 90     | 6    |                 |

## Trenérská kariéra
V letech 1983-1986 a 1992-1993 byl trenérem Dynama Drážďany.